# Luke Kennard
Luke Douglas Kennard (Franklin, 24 de junho de 1996) é um basquetebolista profissional americano que atualmente joga pelo Atlanta Hawks da National Basketball Association (NBA).
Ele jogou basquete universitário na Universidade de Duke e foi selecionado pelo Detroit Pistons com a 12° escolha geral no Draft da NBA de 2017. Em 2025, após o fim da temporada, ele se tornou agente livre e acabou assinando um contrato de US$ 11 milhões por um ano com o Atlanta Hawks.

## Carreira no ensino médio
Kennard frequentou a Franklin High School em Franklin, Ohio. Em seu último ano, ele foi nomeado o Jogador Nacional pela Parade (revista).
Terminando o ensino médio, Kennard foi um dos recrutas mais procurados do país. Ele terminou sua carreira com o segundo maior número de pontos na história do ensino médio de Ohio.
Kennard se comprometeu com a Universidade de Duke para jogar basquete universitário.

## Carreira na faculdade
Como calouro em Duke, Kennard teve médias de 11,8 pontos, 3,6 rebotes e 1,5 assistências por jogo. Durante seu segundo ano, ele obteve uma média de 19,5 pontos, 5,1 rebotes e 2,5 assistências por jogo. Nesse ano, ele foi nomeado pra Primeira-Equipe da ACC.
Na conclusão de sua segunda temporada, Kennard anunciou que renunciaria aos dois últimos anos de elegibilidade universitária e entraria no Draft da NBA de 2017.

## Carreira profissional

### Detroit Pistons (2017 – Presente)

#### Temporada de 2017-18
Em 22 de junho de 2017, Kennard foi selecionado pelo Detroit Pistons com a 12° escolha geral no Draft da NBA de 2017.
Ele estreou na NBA em 20 de outubro de 2017, contra o Washington Wizards, registrando 11 pontos e 2 roubadas de bola em 18 minutos.
Kennard foi titular em seu primeiro jogo na NBA em 15 de dezembro de 2017, depois que Avery Bradley sofreu uma lesão na virilha. Ele registrou 9 pontos, 5 rebotes e 4 assistências em uma vitória contra o Indiana Pacers.
Ele teve seu primeiro duplo-duplo da carreira em 24 de janeiro de 2018 com 10 pontos e 10 rebotes.
Em sua primeira temporada, Kennard jogou em 73 jogos e teve médias de 7.6 pontos, 2.4 rebotes e 1.7 assistências em 20.0 minutos.

#### Temporada de 2018-19
Em julho de 2018, os Pistons anunciaram que Kennard sofrieu uma lesão no joelho esquerdo e perderia a Summer League de 2018. Em 26 de outubro de 2018, Kennard sofreu uma entorse na articulação no ombro direito e ficaria fora por pelo menos duas semanas.
Em 10 de dezembro de 2018, ele registrou 28 pontos em uma derrota por 116-102 para o Philadelphia 76ers. Em 10 de abril de 2019, Kennard registrou 27 pontos no último jogo da temporada regular, uma vitória de 115-89 sobre o New York Knicks.
Em sua primeira temporada, Kennard jogou em 63 jogos e teve médias de 9.7 pontos, 2.9 rebotes e 1.8 assistências em 22.8 minutos.

## Estatísticas

### NBA

#### Temporada regular
| Ano      | Time     | PJ  | MPJ  | AP   | 3P   | LL   | RT  | AS  | BR | TO | PPJ |
| -------- | -------- | --- | ---- | ---- | ---- | ---- | --- | --- | -- | -- | --- |
| 2017–18  | Detroit  | 73  | 20.0 | .443 | .415 | .855 | 2.4 | 1.7 | .6 | .2 | 7.6 |
| 2018–19  | Detroit  | 63  | 22.8 | .438 | .394 | .836 | 2.9 | 1.8 | .4 | .2 | 9.7 |
| Carreira | Carreira | 136 | 21.3 | .441 | .403 | .847 | 2.6 | 1.8 | .5 | .2 | 8.6 |

### G-League

#### Temporada regular
| Ano     | Time         | PJ | MPJ  | AP   | 3P   | LL   | RT  | AS  | BR  | TO | PPJ  |
| ------- | ------------ | -- | ---- | ---- | ---- | ---- | --- | --- | --- | -- | ---- |
| 2017–18 | Grand Rapids | 1  | 39.6 | .538 | .500 | .909 | 4.0 | 3.0 | 4.0 | .0 | 24.0 |

### Universitário
| Ano      | Time     | PJ | MPJ  | AP   | 3P   | LL   | RT  | AS  | BR | TO | PPJ  |
| -------- | -------- | -- | ---- | ---- | ---- | ---- | --- | --- | -- | -- | ---- |
| 2015–16  | Duke     | 36 | 26.7 | .421 | .320 | .889 | 3.6 | 1.5 | .9 | .2 | 11.8 |
| 2016–17  | Duke     | 37 | 35.5 | .489 | .438 | .856 | 5.1 | 2.5 | .8 | .4 | 19.5 |
| Carreira | Carreira | 73 | 31.2 | .461 | .383 | .867 | 4.3 | 2.0 | .9 | .3 | 15.7 |

Fonte: